# Itumbiara fimbriata
Itumbiara fimbriata là một loài bọ cánh cứng trong họ Cerambycidae.